# Municipio de Jefferson (condado de Marshall)
El municipio de Jefferson (en inglés: Jefferson Township) es un municipio ubicado en el condado de Marshall en el estado estadounidense de Iowa. En el año 2010 tenía una población de 826 habitantes y una densidad poblacional de 8,84 personas por km².

## Geografía
El municipio de Jefferson se encuentra ubicado en las coordenadas 41°54′40″N 92°56′5″O / 41.91111, -92.93472. Según la Oficina del Censo de los Estados Unidos, el municipio tiene una superficie total de 93.44 km², de la cual 93,42 km² corresponden a tierra firme y (0,02 %) 0,02 km² es agua.

## Demografía
Según el censo de 2010, había 826 personas residiendo en el municipio de Jefferson. La densidad de población era de 8,84 hab./km². De los 826 habitantes, el municipio de Jefferson estaba compuesto por el 98,67 % blancos, el 0,24 % eran afroamericanos, el 0,24 % eran asiáticos, el 0,36 % eran de otras razas y el 0,48 % eran de una mezcla de razas. Del total de la población el 1,09 % eran hispanos o latinos de cualquier raza.